# SQL Anywhere Studio
SQL Anywhere Studio è un pacchetto software prodotto da Sybase nel 1997 per la realizzazione di applicazioni server.

## Adaptive Server Anywhere
Fornisce molte funzionalità che generalmente sono ad esclusivo appannaggio di database di fascia enterprise: transazioni, Java Stored Procedure, Trigger, Lock a livello di riga e schedulazione automatica degli eventi. ASA include inoltre funzionalità automatiche che non rendono necessarie l'amministrazione ed il tuning del database; questa caratteristica lo ha reso un prodotto ideale per ambienti dove non è prevista la figura di un DBA. Sono inoltre compresi una serie di tools per la costruzione di query, il debug delle Stored Procedure, il monitoraggio della sincronizzazione e lo scheduling di eventi personalizzati.

## UltraLite
Si tratta di un database che richiede pochissime risorse (fino a 150Kb di memoria) ma fornisce importanti caratteristiche come integrità referenziale, transazione e criptazione.

## MobiLink
È la tecnologia che viene utilizzata per la sincronizzazione dei database. È possibile effettuare una sincronizzazione bidirezionale fra database ASA o UltraLite e differenti tipologie di database come Sybase SQL Server, Oracle, Microsoft SQL Server e IBM DB2. La connessione avviene tramite protocolli internet standard come TCP/IP, HTTP o HTTPS.